# Stadion Evžena Rošického
Das Stadion Evžena Rošického ist ein Fußballstadion mit Leichtathletikanlage in der tschechischen Hauptstadt Prag. Es liegt in direkter Nachbarschaft westlich zum Strahov-Stadion; dem mit 220.000 Plätzen größten Stadion der Welt.

## Geschichte
Erbaut von 1931 bis 1935, hieß es zunächst Masarykův stadion nach dem ehemaligen tschechoslowakischen Präsidenten Tomáš Garrigue Masaryk. Das Fassungsvermögen betrug 50.000 Plätze. Später wurde es in Stadion Československé armády (deutsch: Stadion der Tschechoslowakischen Armee) umbenannt. Die Kapazität sank erheblich in den 1990er-Jahren, als Stehplätze in Sitzplätze umgewandelt wurden.
Der Fußballverein Slavia Prag trug hier von 2000 bis 2008 seine Heimspiele aus, nachdem sein damaliges, inzwischen abgerissenes, Stadion Eden untauglich für die 1. Liga geworden war. Früher war es eine der Spielstätten der tschechischen Fußballnationalmannschaft. Benannt ist das Stadion heute nach dem ehemaligen Leichtathleten und Widerstandskämpfer Evžen Rošický, der am 25. Juni 1942 hingerichtet wurde.
Der Zweitligist SK Sparta Krč trug in der Saison 2007/08 seine Heimspiele im Stadion Evžena Rošického aus, da der Platz des Vereins die Kriterien für Profifußball nicht erfüllte. Im Stadion fand einige Male das Endspiel um den Tschechischen Fußballpokal statt. Vom 29. August bis zum 3. September 1978 fanden im Stadion die 12. Leichtathletik-Europameisterschaften statt.
Im Mai 2024 beschloss der Fußballverband der Tschechischen Republik, dass der Fußballverein Sparta Prag ein neues Stadion am Ort des Stadions Evžena Rošického bauen darf, dass als Spielstätte die epet Arena ersetzen soll. Geplant ist eine Kapazität von 35.000 Plätzen. Die Konstruktionskosten belaufen sich auf circa 4,5 Milliarden CZK und der Bau soll bis zum Jahr 2035 abgeschlossen werden.

## Struktur
Es bietet 18.775 Sitzplätze. Es stehen 213 V.I.P.-Plätze und 63 Plätze für die Medienvertreter bereit. Das mit einer Leichtathletikanlage und einer 1400 Lux starken Flutlichtanlage ausgestattete Stadion verfügt rundum über doppelstöckige Tribünen, der obere Rang ist überdacht.